# La Paloma Primera
La Paloma Primera är en ort i Mexiko.   Den ligger i kommunen Acaponeta och delstaten Nayarit, i den centrala delen av landet, 700 km nordväst om huvudstaden Mexico City. La Paloma Primera ligger 102 meter över havet och antalet invånare är 175.
Terrängen runt La Paloma Primera är kuperad åt nordost, men åt sydväst är den platt. Runt La Paloma Primera är det glesbefolkat, med 18 invånare per kvadratkilometer. Närmaste större samhälle är La Presa, 19,2 km väster om La Paloma Primera. I omgivningarna runt La Paloma Primera växer i huvudsak lövfällande lövskog.